# بيرل ستار
بيرل ستار (بالإنجليزية: Pearl Starr)‏ هي قوادة ‏ أمريكية، ولدت في سبتمبر 1868 في ميزوري في الولايات المتحدة، وتوفيت في 6 يوليو 1925 في دوغلاس في الولايات المتحدة.